# Rüdiger Reiche
Rüdiger Reiche (ur. 27 marca 1955 w Querfurcie) – niemiecki wioślarz reprezentujący NRD, złoty medalista olimpijski i wielokrotny medalista mistrzostw świata.

## Kariera
Wystąpił na igrzyskach olimpijskich w Montrealu w 1976, gdzie osada NRD w składzie: Wolfgang Güldenpfennig, Rüdiger Reiche, Karl-Heinz Bußert i Michael Wolfgramm zdobyła złoty medal w czwórce podwójnej. W finale o 1,24 sekundy wyprzedzili osadę ZSRR i o 3,12 sekundy osadę Czechosłowacji. Był to jego jedyny start olimpijski.
W tej samej konkurencji zdobył złoto na mistrzostwach świata w Lucernie (1974) oraz srebro na mistrzostwach świata w Duisburgu (1983) i mistrzostwach świata w Hazewinkel (1985). W międzyczasie zdobył złoto w jedynce na mistrzostwach świata w Lucernie (1982), srebro na mistrzostwach świata w Cambridge (1978) i mistrzostwach świata w Monachium (1981) oraz brąz na mistrzostwach świata w Bledzie (1979). Ponadto wywalczył srebrny medal w dwójce podwójnej na mistrzostwach świata w Amsterdamie (1977).
W 1976 odznaczony Orderem Zasługi dla Ojczyzny, a także Orderem „Gwiazdy Przyjaźni między Narodami”.
Kształcił się na Deutsche Hochschule für Körperkultur w Lipsku, następnie pracował jako trener wioślarstwa.